# Bathytoma tuckeri
Bathytoma tuckeri é uma espécie de gastrópode da família Borsoniidae.